# Mihaela Huncă
Mihaela Huncă (n. 29 octombrie 1963) este o fostă deputată română, alesă în legislatura 2016-2020. Aleasă pe lista Partidului Social Democrat (PSD), a trecut în septembrie 2018 la Partidul Pro România.